# Ulëtovskij rajon
L'Ulëtovskij rajon (in russo Улётовский район?) è un municipal'nyj rajon del Territorio della Transbajkalia, nell'Estremo Oriente russo, istituito nel 1926. Ricopre una superficie di 16 166,66 chilometri quadrati e ha una popolazione di 17 256 abitanti. Il centro amministrativo è il villaggio di Ulëty. Il rajon è suddiviso in un insediamento di tipo urbano e 9 comuni rurali. Il maggior fiume del territorio è l'Ingoda.